# M & J
M & J é o álbum de estreia da cantora francesa Vanessa Paradis, lançado no ano de 1988 e que inclui sucessos como "Joe le taxi" e "Marilyn & John". Todas as faixas foram compostas por Étienne Roda-Gil (letra) e Franck Langolff (música). 
As iniciais do nome do álbum fazem referência a Marilyn Monroe e a John F. Kennedy. Vanessa é, desde sua infância, fã da atriz americana.
São estimadas, ao todo, a venda de  500.000 unidades.

## Contexto e lançamento
M & J é considerado um dos mais bem-sucedidos álbuns franceses de estreia. Na época de seu lançamento, Vanessa Paradis tinha apenas 15 anos e não tinha controle criativo sobre o álbum e como resultado, muitas faixas eram extremamente infantis e banais. Vanessa muitas vezes ridicularizou seu próprio trabalho dessa fase e não costuma cantar muitas músicas de M & J em shows.
Seu lançamento aconteceu em junho de 1988, 1 ano após o lançamento de "Joe le taxi". Ele foi lançado no resto da Europa em agosto para que Vanessa pudesse usar o período de férias para fazer sua divulgação. Foi lançado em 1988 na Ásia, na América do Sul e no Canadá e em 1989, nos Estados Unidos.
O maior single do álbum foi "Joe le taxi", que fez Paradis uma sensação da noite para o dia. A faixa se tornou um enorme sucesso, não apenas na França, onde alcançou o topo das paradas, mas na Inglaterra, Suécia, Noruega e em outros países. Vanessa a cantou em quase toda cerimônia francesa de entrega de prêmios entre 1987 e 1989. Uma versão obscura em espanhol da canção chamada "Joe el taxi" também foi gravada. 
Apesar do sucesso de "Joe le taxi", o single mais aclamado, foi a música tributo à Marilyn Monroe chamada "Marilyn & John", que também alcançou enorme sucesso e que Vanessa inclui em todas as suas turnês. Assim como "Coupe Coupe" e "Maxou", a música também possui uma versão em inglês.
O álbum também começou o que seria uma longa colaboração entre Vanessa Paradis e Franck Langolff que durou até a morte do compositor em 2006.

## Faixas
| #   | Título                                            | Compositor(es)                    | Duração |
| --- | ------------------------------------------------- | --------------------------------- | ------- |
| 1.  | "Marilyn & John"                                  | Étienne Roda-Gil, Franck Langolff | 5:48    |
| 2.  | "Maxou"                                           | Étienne Roda-Gil, Franck Langolff | 3:50    |
| 3.  | "Le bon Dieu est un marin"                        | Étienne Roda-Gil, Franck Langolff | 4:28    |
| 4.  | "Mosquito"                                        | Étienne Roda-Gil, Franck Langolff | 4:21    |
| 5.  | "Soldat"                                          | Étienne Roda-Gil, Franck Langolff | 5:41    |
| 6.  | "Joe le taxi"                                     | Étienne Roda-Gil, Franck Langolff | 3:56    |
| 7.  | "Coupe coupe"                                     | Étienne Roda-Gil, Franck Langolff | 5:21    |
| 8.  | "Chat ananas"                                     | Étienne Roda-Gil, Franck Langolff | 3:47    |
| 9.  | "Scarabée"                                        | Étienne Roda-Gil, Franck Langolff | 6:25    |
| 10. | "Marilyn & John" (Versão em inglês) (Faixa Bônus) | Étienne Roda-Gil, Franck Langolff | 5:46    |

A divulgação do álbum se estica por dois anos com a lista de faixas variando em alguns países:
- Na Austrália, na Inglaterra, no Canadá e nos Estados Unidos, as versões em francês de "Coupe Coupe" e de "Maxou" foram substituídas por versões em inglês: "Cut cut brother" e "Maxou".
- O Canadá é o único país com um álbum que possui as 3 versões em inglês assim como as versões em francês correspondentes.[3]
- Nos Estados Unidos, "Manolo Manolete" entra na lista de faixas do álbum.[4]

As canções "Varvara Pavlovna", "You you" e a versão em espanhol de "Joe le taxi", não aparecem em nenhum álbum, estando disponíveis apenas nos singles.

## Singles
5 singles foram lançados a partir do álbum:
- "Joe le taxi" - Lançado em abril de 1987 (lado B : "Varvara Pavlovna").[6]
- "Marilyn & John" - Lançado em junho de 1988 (lado B : "Soldat").[7]
- "Maxou" - Lançado em novembro de 1988 (lado B : "Le bon Dieu est un marin").[8]
- "Coupe Coupe" - Lançado em março de 1989 (lado B : "Scarabée").[9]
- "Mosquito" - Lançado em setembro de 1989 (lado B : "Chat ananas").[10]

## Comentários
- A cantora Angélica fez 2 versões em português para canções de M & J: "Vou de Táxi" ("Joe le taxi") e "Passageiro do amor" ("Marilyn & John").

## Na televisão
A divulgação do álbum na televisão ocorreu entre junho de 1988 e janeiro de 1990. A primeira vez que Vanessa cantou "Marilyn & John" na televisão, foi no programa Sacrées vacances no dia 6 de julho de 1988. A última apresentação de "Mosquito" aconteceu no dia 6 de janeiro de 1990 no programa Avis de recherches.
Durante esse período, a única faixa do CD que ela cantou e não virou single foi "Le bon dieu est un marin" no programa Frequenstar no dia 22 de outubro de 1989.
Ela também chamou muita atenção pelos covers que fez de canções conhecidas:
- "Mort les enfants" de Renaud - Champs-Elysée (10 de setembro de 1988).
- "Over the rainbow" com Lio - Champs-Elysée (17 de dezembro de 1988).
- "Cette année-là" de Claude François - Sacrée Soirée (29 de março de 1989).
- "Comme un arbre dans la ville" de Maxime Leforestier - J'y crois dur comme terre (2 de setembro de 1989).
- "Les Histoires d'A" de Les Rita Mitsouko - Nulle part ailleurs (31 de outubro de 1989).

Vanessa também fez apresentações dançantes com o coreógrafo Rhéda em:
- Champs-Elysée (28 de janeiro de 1989).
- César (4 de março de 1989).

## Desempenho

### Álbum
| Chart (1988)       | Melhor posição |
| ------------------ | -------------- |
| French Album Chart | 13             |

### Singles
| Ano  | Single            | Chart                   | Melhor posição |
| ---- | ----------------- | ----------------------- | -------------- |
| 1987 | "Joe le taxi"     | French Singles Chart    | 1              |
| 1988 | "Joe le taxi"     | UK Singles Chart        | 3              |
| 1987 | "Joe le taxi"     | Swedish Singles Chart   | 7              |
| 1987 | "Joe le taxi"     | Norwegian Singles Chart | 5              |
| 1987 | "Manolo Manolete" | French Singles Chart    | 10             |
| 1988 | "Marilyn & John"  | French Singles Chart    | 5              |
| 1988 | "Maxou"           | French Singles Chart    | 13             |
| 1989 | "Coupe coupe"     | French Singles Chart    | 22             |

### Certificações
| País   | Provedor     | Certificação | Vendas certificadas |
| Canadá | Music Canada | Ouro         | 50.000              |
| França | SNEP         | Platina      | 330.000             |
| Suíça  | IFPI Suiza   | Ouro         | 25.000              |